# 김인기 (1933년)
김인기(1933년 3월 12일~2013년 3월 1일)는 대한민국의 군인, 정치인이다. 제17대 공군참모총장을 지냈으며 제13대 국회의원을 지냈다. 본관은 안동(安東), 자는 태학(泰鶴)이다. 두산그룹 박정원 회장은 그의 사위이다.

## 가족 관계
- 아버지 김낙현
- 어머니 안동 권씨
  - 배우자 연일 정씨
    - 사위 박정원
    - 자녀 슬하 1남 1녀

## 역대 선거 결과
| 실시년도 | 선거  | 대수 | 직책     | 선거구 | 정당       | 득표수      | 득표율         | 순위        | 당락 | 비고 |
| -------- | ----- | ---- | -------- | ------ | ---------- | ----------- | -------------- | ----------- | ---- | ---- |
| 1988년   | 총선  | 13대 | 국회의원 | 전국구 | 민주정의당 | 6,670,494표 | \| \| 34.0% \| | 전국구 12번 |      | 초선 |
|          | 34.0% |      |          |        |            |             |                |             |      |      |